# Erzbistum Pesaro
Das Erzbistum Pesaro (lat.: Archidiocesis Pisaurensis, ital.: Arcidiocesi di Pesaro) ist eine in Italien gelegene Erzdiözese der römisch-katholischen Kirche mit Sitz in Pesaro.
Es besteht bereits seit dem 3. Jahrhundert. Ursprünglich als Suffraganbistum dem Erzbistum Urbino-Urbania-Sant’Angelo in Vado unterstehend, wurde die Kirchenprovinz durch Papst Johannes Paul II. am 11. März 2000 mit der Apostolischen Konstitution Quo maiori aufgelöst und Pesaro zum Erzbistum und Metropolitansitz erhoben und ihm das Erzbistum Urbino-Urbania-Sant’Angelo in Vado sowie das Bistum Fano-Fossombrone-Cagli-Pergola als Suffraganbistümer zugeordnet.
Am 7. Januar 2023 verfügte Papst Franziskus die Vereinigung des Erzbistums Pesaro in persona episcopi mit dem Erzbistum Urbino-Urbania-Sant’Angelo in Vado. Erzbischof der so vereinigten Diözesen wurde der bisherige Erzbischof von Pesaro, Sandro Salvucci.